# Phyllophaga punctulata
Phyllophaga punctulata är en skalbaggsart som beskrevs av Blanchard 1851. Phyllophaga punctulata ingår i släktet Phyllophaga och familjen Melolonthidae. Inga underarter finns listade i Catalogue of Life.